# Mistrzostwa Ameryki Południowej we Wspinaczce Sportowej 2002
1. Pozycja na liście numerowanej

Mistrzostwa Ameryki Południowej we Wspinaczce Sportowej 2002 – edycja mistrzostw Ameryki Południowej we wspinaczce sportowej, która odbyła się w dniach od 1 do 2 stycznia 2002 w Wenezueli, zawody wspinaczkowe również były traktowane jako mistrzostwa Ameryki Łacińskiej. 

## Konkurencje
Zawodnicy i zawodniczki podczas zawodów wspinaczkowych w 2002 roku rywalizowali łącznie w 4 konkurencjach. 
Mężczyźni
- prowadzenie i wspinaczka na czas

Kobiety
- prowadzenie i wspinaczka na czas

## Uczestnicy
Każdy zawodnik miał prawo startować w każdej konkurencji o ile do niej został zgłoszony i zaakceptowany przez IFCS i organizatora zawodów.
| Lp.   |           | ↓ Uczestnicy – konkurencje → |    | prowadzenie | na czas |
| ----- | --------- | ---------------------------- | -- | ----------- | ------- |
| 1.    | Mężczyźni | 20                           | 4  |             |         |
| 2.    | Kobiety   | 8                            | 4  |             |         |
| Razem | Razem     | Razem                        | 28 | 8           |         |

## Medaliści
| Konkurencje  | Złoto                         | Srebro                        | Brąz                        |
| ------------ | ----------------------------- | ----------------------------- | --------------------------- |
| Mężczyźni    |                               |                               |                             |
| prowadzenie  | Wenezuela · Marco Jubes       | Wenezuela · Rafael Olivares   | Wenezuela · Johan Zerpa     |
| wsp. na czas | Wenezuela · Marco Jubes       | Wenezuela · Rafael Olivares   | Wenezuela · Orlando Arévalo |
| Kobiety      |                               |                               |                             |
| prowadzenie  | Wenezuela · Francis Rodriguez | Kolumbia · Marcela Avellaneda | Wenezuela · Lucelia Blanco  |
| wsp. na czas | Wenezuela · Francis Rodriguez | Wenezuela · Lucelia Blanco    | Wenezuela · Tanya Pacheco   |

## Klasyfikacja medalowa
* Gospodarz zawodów został zaznaczony tym kolorem.
|                    |                    |                    |   |   |    |    |   |   |   |   |   |   |
| 1                  | Wenezuela *        | 4                  | 3 | 4 | 11 | 2  | 2 | 2 | 2 | 1 | 2 |   |
| 2                  | Kolumbia           | 0                  | 1 | 0 | 1  | 0  | 0 | 0 | 0 | 1 | 0 |   |
| Ogółem (2 państwa) | Ogółem (2 państwa) | Ogółem (2 państwa) | 4 | 4 | 4  | 12 | 2 | 2 | 2 | 2 | 2 | 2 |